# Đầu vào (máy tính)
Đầu vào (input) là việc nắm bắt và tập hợp các yếu tố để đưa vào hệ thống để xử lý.
Trong khoa học máy tính, ý nghĩa chung của đầu vào là để cung cấp hoặc cung cấp cho một cái gì đó vào máy tính, nói cách khác là hành động của một máy tính, thành phần của một máy tính hoặc thiết bị có liên quan được chấp nhận một cái gì đó từ người dùng, từ một thiết bị hoặc từ một phần của phần mềm hoặc là tự động hoặc bằng tay được gọi là đầu vào.
 Đầu vào (input) là việc nắm bắt và tập hợp các yếu tố để đưa vào hệ thống để xử lý.
Ví dụ minh họa: một hệ thống tín hiệu đèn điều khiển giao thông, đầu vào là các tín hiệu giao thông tại các nút giao thông.
Dữ liệu thông tin đầu vào gồm hai loại:
- Tự nhiên: giữ nguyên dạng khi nó phát sinh (tiếng nói, công văn, hình ảnh...).
- Có cầu trúc: được cấu trúc hóa với khuôn dạng nhất định (sổ sách, bảng biểu,....)

Ví dụ điển hình nữa là các thiết bị đầu vào của máy tính:
- Phần cứng
- Phần mềm
- Nguồn nhân lực (gồm con người, nguồn tài chính,....)
- Dữ liệu
- Hệ thống mạng

Một số bộ phận bên trong của máy tính là thành phần đầu vào cho các thành phần khác, như các nút mở điện của một máy tính là một thành phần đầu vào cho các bộ xử lý hoặc các nguồn cung cấp năng lượng, bởi vì nó đưa người dùng nhập vào và gửi nó đến các thành phần khác để chế biến tiếp.
Trong nhiều ngôn ngữ máy tính từ khóa "đầu vào" được sử dụng như một từ đặc biệt hoặc chức năng, chẳng hạn như trong Visual Basic hoặc Python, từ "đầu vào" được sử dụng để có được văn bản nhập vào từ người dùng.